# Cerro de Casa
Cerro de Casa es un corregimiento del distrito de Las Palmas en la provincia de Veraguas, República de Panamá. La localidad tiene 2.343 habitantes (2010).